# Линтовка
Линтовка — река в России, протекает в Гаринском городском округе Свердловской области. Правый приток Тавды.

## География
Река берёт начало в районе железнодорожной станции Линтовка. Течёт на север через елово-берёзовые леса. Впадает в Тавду неподалёку от деревни Линты. Устье реки находится в 694 км по правому берегу реки Тавда. Длина реки составляет 84 км.
Притоки Линтовки — реки Сурка и Понони.
Система водного объекта: Тавда → Тобол → Иртыш → Обь → Карское море.

## Данные водного реестра
По данным государственного водного реестра России относится к Иртышскому бассейновому округу, водохозяйственный участок реки — Тавда от истока и до устья, без реки Сосьва от истока до водомерного поста у деревни Морозково, речной подбассейн реки — Тобол. Речной бассейн реки — Иртыш.
Код объекта в государственном водном реестре — 14010502512111200011475.